# Strada principale 560
La strada principale 560 (H560; in tedesco Hauptstrasse 560; in francese route principale 560) è una delle strade principali della Svizzera.

## Percorso
La strada è definita dai seguenti capisaldi d'itinerario: "confine italiano presso Ponte Ribellasca - Camedo - Intragna".